# Épi (botanique)

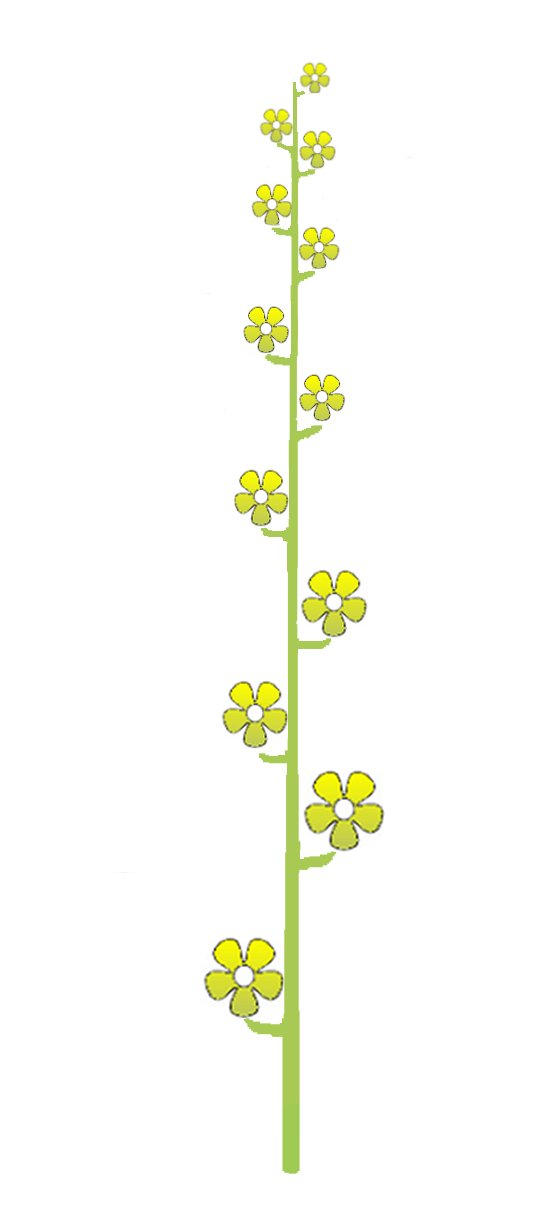
Schéma de l'épi.

Pour les articles homonymes, voir EPI.
En botanique, l'épi (du latin spica, pointe) est une inflorescence simple. Il s'agit en réalité d'une grappe dont les fleurs sont sessiles, c'est-à-dire qu'elles n'ont pas de pédoncule floral et sont directement attachées et serrées sur la tige. Cela donne à l'inflorescence une forme dense, étroite, allongée, en pointe.
L'épiaison est le stade phénologique des graminées qui correspond à l'apparition de l'épi hors de la gaine de la dernière feuille.
Un épi peut être composé, c'est-à-dire formé lui-même d'épis attachés directement sur l'axe principal.

## Exemples d'inflorescences en épi

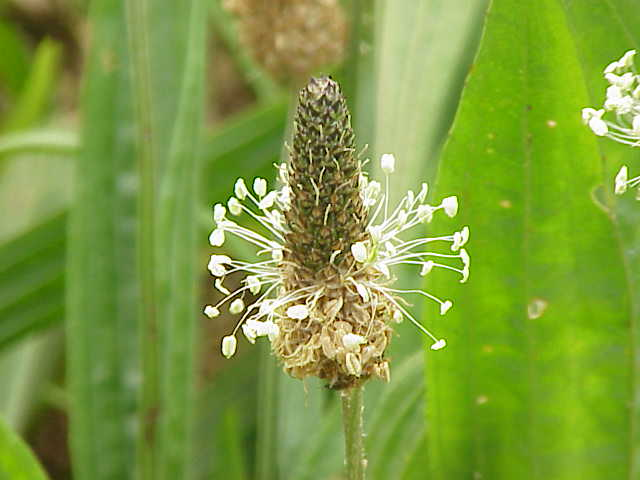
Inflorescence de plantain lancéolé.

On trouve des inflorescences en épi chez les espèces suivantes :
- l'hysope ;
- le plantain ;
- la verveine officinale ;
- les chatons des Bétulacées comme les noisetiers.

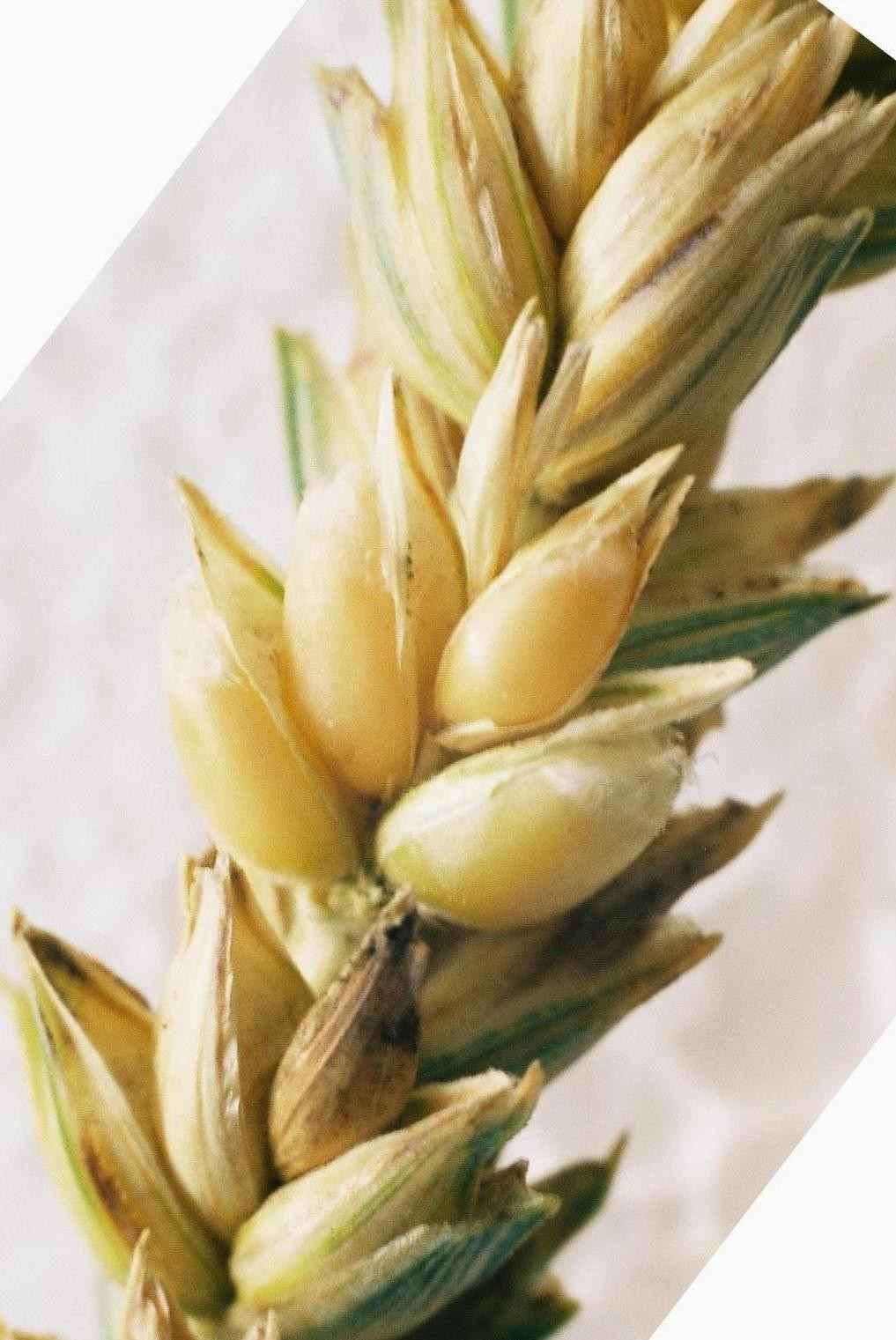
Épi de blé tendre.

## Chez les graminées
L'inflorescence typique des graminées est l'épillet, qui regroupe quelques fleurs, voire une seule, et qui est lui-même assemblé dans une inflorescence composée qui peut être un épi d'épillets comme chez le blé, l'orge ou le seigle (on dit couramment un épi de blé), ou une grappe d'épillets comme chez l'avoine ou le riz (on parle alors de panicule).
Dans le cas du maïs, fleurs mâles et femelles sont séparées. Les fleurs mâles sont groupées en panicules au sommet de la plante, et les fleurs femelles sont en épis fixés à l'aisselle des feuilles, dont l'axe principal renflé et volumineux s'appelle la rafle.

## Représentations culturelles

Épis sur le blason du quartier de Moosheim.

Des épis (roseau et blé) sont représentés sur le blason du quartier de Moosheim (commune allemande).
Le prénom Eustache, formé sur la base de stakus signifiant épi et de eu (bien), peut être compris comme signifiant « Qui a de beaux épis ».